# Пайні-Пойнт (Меріленд)
Пайні-Пойнт (англ. Piney Point) — переписна місцевість (CDP) в США, в окрузі Графство Святої Марії штату Меріленд. Населення — 980 осіб (2020).

## Географія
Пайні-Пойнт розташоване за координатами 38°9′2″ пн. ш. 76°31′12″ зх. д. / 38.15056° пн. ш. 76.52000° зх. д. (38.150657, -76.519940).  За даними Бюро перепису населення США в 2010 році переписна місцевість мала площу 4,85 км², з яких 3,96 км² — суходіл та 0,89 км² — водойми.

## Демографія
Згідно з переписом 2010 року, у переписній місцевості мешкали 864 особи в 372 домогосподарствах у складі 239 родин. Густота населення становила 178 осіб/км².  Було 475 помешкань (98/км²).
Расовий склад населення:
| - 84,4 % — білих - 8,9 % — чорних або афроамериканців - 3,1 % — азіатів - 0,6 % — корінних американців - 0,2 % — вихідців з тихоокеанських островів |

До двох чи більше рас належало 2,8 %. Частка іспаномовних становила 2,4 % від усіх жителів.
За віковим діапазоном населення розподілялося таким чином: 21,2 % — особи молодші 18 років, 63,5 % — особи у віці 18—64 років, 15,3 % — особи у віці 65 років та старші. Медіана віку мешканця становила 43,2 року. На 100 осіб жіночої статі у переписній місцевості припадало 90,3 чоловіків;  на 100 жінок у віці від 18 років та старших — 95,7 чоловіків також старших 18 років.
Середній дохід на одне домашнє господарство  становив 111 360 доларів США (медіана — 89 412), а середній дохід на одну сім'ю — 160 003 долари (медіана — 118 523). Медіана доходів становила 93 462 долари для чоловіків та 51 250 доларів для жінок. За межею бідності перебувало 24,5 % осіб, у тому числі 32,1 % дітей у віці до 18 років та 10,8 % осіб у віці 65 років та старших.
Цивільне працевлаштоване населення становило 298 осіб. Основні галузі зайнятості: освіта, охорона здоров'я та соціальна допомога — 32,9 %, науковці, спеціалісти, менеджери — 19,5 %, публічна адміністрація — 14,1 %, будівництво — 11,7 %.